# Pulicaria

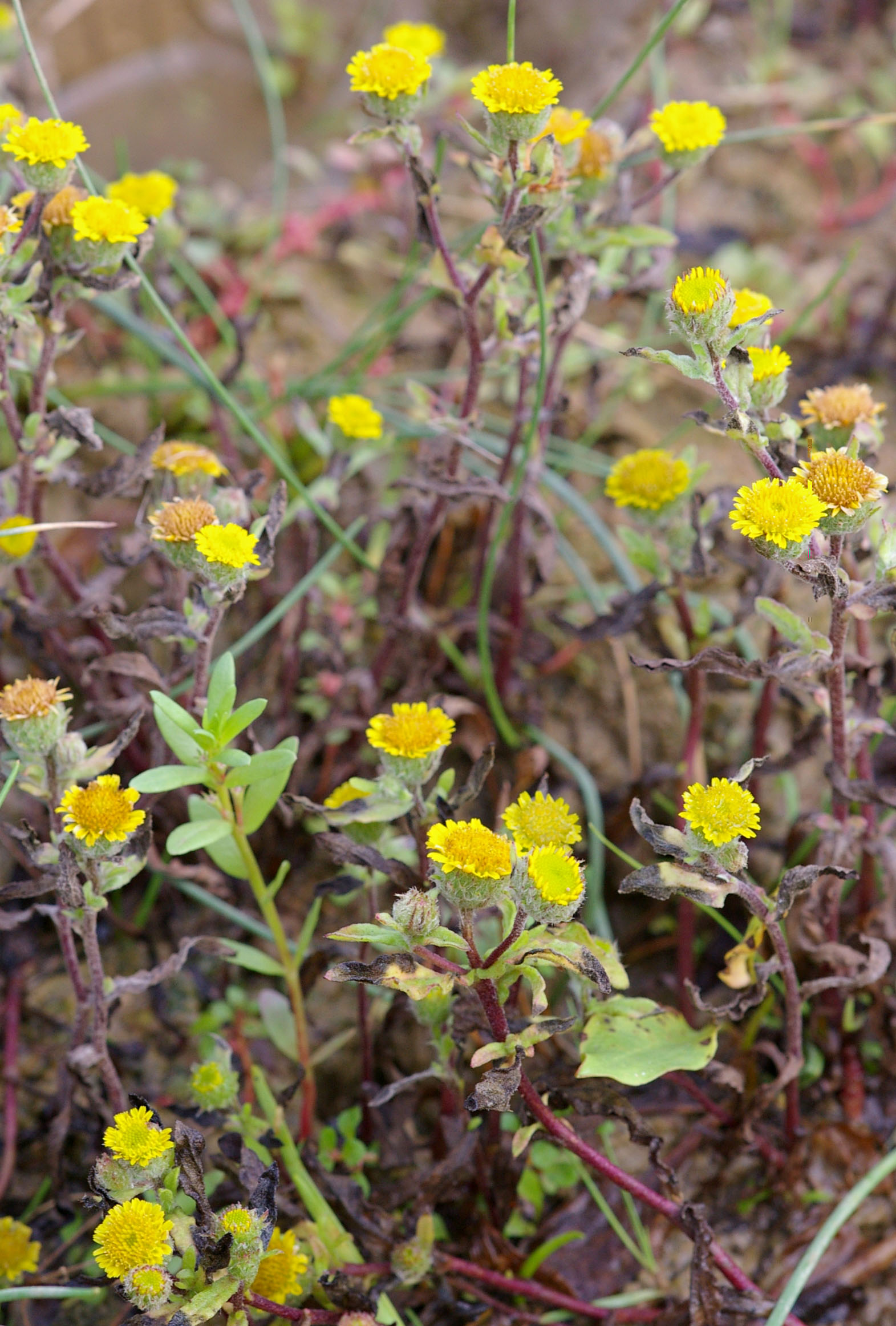
Pulicaria vulgaris

A Pulicaria a fészkesvirágzatúak (Asterales) rendjébe és az őszirózsafélék (Asteraceae) családjába tartozó nemzetség.

## Előfordulásuk
A Pulicaria-fajok előfordulási területe az egész Afrika - Madagaszkár kivételével és az egész Európa, beleértve Izlandot, a Brit-szigeteket, Makaronéziát és a sarkköri területeket is. Ázsiában ez a növénynemzetség nem lépte túl az Urál hegységet, azonban a Kaukázust igen. Az ázsiai kontinensen az Arab-félszigeten, Közép-Ázsiában, Indiában és Kínában őshonosak; Szibériából, Mongóliából és Délkelet-Ázsiából hiányzanak. Egyes fajokat más kontinensekre és területekre betelepítettek.

## Rendszerezés
A nemzetségbe az alábbi 67-70 faj tartozik (vagy ennél is több; a pontos fajszám még vita tárgya):
- Pulicaria adenensis
- Pulicaria albida
- Pulicaria alveolosa Batt. & Trab.
- Pulicaria angustifolia
- Pulicaria arabica (L.) Cass.
- Pulicaria argyrophylla
- Pulicaria armena Boiss. & Kotschy
- Pulicaria attentuata
- Pulicaria aualites
- Pulicaria aylmeri
- Pulicaria boissieri
- Pulicaria burchardii
- Pulicaria canariensis Bolle, Bonplandia 7: 295
- Pulicaria carnosa
- Pulicaria chrysantha
- Pulicaria chudaei
- Pulicaria collenettei
- Pulicaria confusa
- Pulicaria crispa Sch.Bip.
- Pulicaria decumbens - egyes rendszerezés szerint a P. vulgaris alfaja
- Pulicaria diffusa
- Pulicaria discoidea
- Pulicaria dumulosa
- mezei bolhafű (Pulicaria dysenterica) (L.) Bernh.
- Pulicaria edmondsonii
- Pulicaria filaginoides
- Pulicaria foliolosa
- Pulicaria gabrielii
- Pulicaria gamal-eldiniae
- Pulicaria glandulosa
- Pulicaria glaucescens
- Pulicaria glutinosa
- Pulicaria gnaphalodes (Ventenat, É.P.) Boissier, P.E. , Diagn. Pl. Orient., ser. 1, 6: 76 1845 [1846]
- Pulicaria grantii
- Pulicaria guestii
- Pulicaria hildebrandtii
- Pulicaria incisa (Lamarck, J.B.A.P. de Monnet de) Candolle, A.P. de, Prodr. [A. P. de Candolle] 5: 479. 1836
- Pulicaria insignis
- Pulicaria inuloides - egyes rendszerezés szerint a P. vulgaris alfaja
- Pulicaria jaubertii
- Pulicaria kurtziana
- Pulicaria laciniata
- Pulicaria lhotei
- Pulicaria mauritanica
- Pulicaria microcephala Lange, Bol. Soc. Brot. 1. 42, 50 1883
- Pulicaria migiurtinorum
- Pulicaria minor - egyes rendszerezés szerint a P. vulgaris alfaja
- Pulicaria monocephala
- Pulicaria nobilis
- Pulicaria odora (L.) Rchb., Fl. Germ. Excurs. 239. 1831–1832
- Pulicaria omanensis
- Pulicaria paludosa Link
- Pulicaria petiolaris
- Pulicaria pomeliana
- Pulicaria pulvinata
- Pulicaria rajputanae
- Pulicaria renschiana
- Pulicaria salviifolia
- Pulicaria samhanensis
- Pulicaria scabra
- Pulicaria schimperi
- Pulicaria sericea
- Pulicaria sicula (L.) Moris
- Pulicaria somalensis
- Pulicaria steinbergii
- Pulicaria undulata
- Pulicaria uniseriata
- Pulicaria volkonskyana
- szúfű (Pulicaria vulgaris) Gaertn., 1791 - típusfaj
- Pulicaria wightiana (Wall. ex DC.) C.B.Clarke, 1859

### Fordítás
- Ez a szócikk részben vagy egészben  a   Pulicaria című angol Wikipédia-szócikk ezen változatának fordításán alapul.  Az eredeti cikk szerkesztőit annak laptörténete sorolja fel. Ez a jelzés csupán a megfogalmazás eredetét és a szerzői jogokat jelzi, nem szolgál a cikkben szereplő információk forrásmegjelöléseként.